# Matt Deakin
Matt Deakin (* 20. Mai 1980 in San Francisco) ist ein ehemaliger US-amerikanischer Ruderer.

## Werdegang
Seinen ersten großen Erfolg feierte Deakin, Sohn der Autorin Michele Sudduth und des Verwaltungsbeamten John Deakin und Absolvent der University of Washington, bei den Ruder-Weltmeisterschaften 2003 in Mailand mit dem Gewinn des Titels im Vierer mit Steuermann.
Bei seinen einzigen Olympischen Sommerspielen 2004 in Athen gewann er gemeinsam mit Jason Read, Wyatt Allen, Christian Ahrens, Joseph Hansen, Daniel Beery, Beau Hoopman, Bryan Volpenhein und Steuermann Pete Cipollone die Goldmedaille im Achter. Im Vorlauf stellte das Boot mit einer Zeit von 5:19,85 Minuten einen neuen Weltrekord auf. Im gleichen Jahr gewann Beery den Ruder-Weltcup im Vierer. Als Anerkennung seiner Erfolge durfte Deakin gemeinsam mit seinen Mannschaftskollegen der Olympischen Spiele beim Major-League-Baseball-Spiel zwischen den Baltimore Orioles und den Seattle Mariners am 16. Juli 2005 den ersten Pitch werfen.
Im gleichen Jahr gewann Beery bei den Ruder-Weltmeisterschaften im japanischen Kaizu gemeinsam mit seinen Mannschaftskameraden den Titel im Achter. Im folgenden Jahr saß er bei den Ruder-Weltmeisterschaften 2006 in Eton erneut im Achter und gewann Bronze. Seinen letzten großen Titel feierte Deakin bei den Ruder-Weltmeisterschaften 2007 in München mit seinem dritten Weltmeistertitel gemeinsam mit Daniel Beery, Samuel Burns, Christopher Liwski und Steuermann Edmund Del Guercio im Vierer mit Steuermann.
Deakin wurde 2010 als Mitglied in die New York Athletic Club Hall of Fame aufgenommen.